# Baia di Boisguehenneuc
La baia di Boisguehenneuc è una baia larga circa 6,9 km all'imboccatura, situata nella costa nord-occidentale dell'isola Liège, una delle isole dell'arcipelago Palmer, al largo della costa nord-occidentale della Terra di Graham, in Antartide. Gli estremi della bocca della baia, all'interno di cui giace l'isola Raklitsa, sono segnati da punta Brebesh, a ovest, e dall'estremità occidentale della penisola Kran, a est, mentre all'interno si getta, da sud, il flusso del ghiacciaio Shterna.

## Storia
Scoperta durante la spedizione di ricerca francese in Antartide svolta dal 1904 al 1907 al comando di Jean-Baptiste Charcot, la baia di Boisguehenneuc è stata mappata nel 1978 da cartografi del British Antarctic Survey ma è stata così battezzata solo nel 2013 dalla Commissione bulgara per i toponimi antartici in onore del tenente Charles Marc du Boisguehenneuc (1740-1778), uno dei membri della spedizione francese comandata da Yves Joseph de Kerguelen-Trémarec che, il 14 febbraio 1772, effettuò il primo sbarco mai registrato a sud della Convergenza antartica, mettendo piede in particolare sull'isola Kerguelen.